# Jean Chacornac
Jean Chacornac, född den 21 juni 1823 i Lyon,  död den 23 september 1873 i Villeurbanne, var en fransk astronom.
Chacornac var anställd vid observatoriet i Marseille och kom sedan till kejserliga observatoriet i Paris, där han vistades till 1863.
Han upptäckte sex asteroider, samt utgav mycket detaljerade stjärnkartor, en stor mängd astronomiska iakttagelser och astronomisk-fotografiska planscher. Bland hans skrifter kan nämnas Atlas des annales de l'observatoire impérial de Paris (1860-1863).

## Utmärkelser
Chacornac tilldelades Lalandepriset fem gånger tillsammans med andra (1852, 1853, 1855, 1856 och 1860) och en gång ensam (1863). Nedslagskratern Chacornac på månen är uppkallad efter honom liksom asteroiden 1622 Chacornac.

## Asteroider upptäckta av Jean Chacornac
| 25 Phocaea    | 6 april 1853      |
| 33 Polyhymnia | 28 oktober 1854   |
| 34 Circe      | 6 april 1855      |
| 38 Leda       | 12 januari 1856   |
| 39 Laetitia   | 8 februari 1856   |
| 59 Elpis      | 12 september 1860 |